# Ennominae
Ennominae är ett underfamilj av fjärilar. Ennominae ingår i familjen mätare.